# 282 f.Kr.
| 282 f.Kr.          |
| ------------------ |
| Dødsfald - Fødsler |
|                    |

## Begivenheder
- Kolossen på Rhodos færdiggøres efter 12 års arbejde.